# Rakowo Piskie
Rakowo Piskie [raˈkɔvɔ ˈpiskʲɛ] (deutsch Adlig Rakowen (Dorf), 1938 bis 1945 Raken (Ostpr.)) ist ein Dorf in der polnischen Woiwodschaft Ermland-Masuren und gehört zur Gmina Pisz (Stadt- und Landgemeinde (Johannisburg) im Powiat Piski (Kreis Johannisburg)).

## Geographische Lage
Rakowo Piskie liegt im östlichen Süden der Woiwodschaft Ermland-Masuren, zehn Kilometer südöstlich der Kreisstadt Pisz (deutsch Johannisburg). Der namensverwandte Ort Rakowo (deutsch Adlig Rakowen (Domäne), 1938 bis 1945 Raken) liegt 0,9 Kilometer nördlich.

## Geschichte
Bereits 1424 wurde in der Region Rakowen in Ostpreußen eine Besiedlung erwähnt, die der Gründung des späteren Dorfes vorausging. Diese erfolgte im Jahre 1448, und der erste Besitzer und wohl auch Namensgeber des Dorfes war Piotr Rakowski.
Bereits fünf Jahre später kaufte der Deutsche Orden diesen Hof von der Familie Rakaufske zurück und übergab ihn an Martin von Wergin für treue Dienste. Die Übergabeurkunde ist datiert: am Tage der heiligen Apostel Philippi und Jacobi nach der Geburt Christi, unseres Herrn, Tausendvierhundert danach im dreiundfünfzigsten Jahr. Bereits 1472 hieß der neue Besitzer Grabowski, woher wohl auch der Ortsname Grabowo in früheren Zeiten stammte.
Im Jahre 1874 wurden die Landgemeinde Adlig Rakowen neben dem Gutsbezirk Adlig Rakowen (polnisch Rakowo) in den neu errichteten Amtsbezirk Symken (polnisch Szymki) aufgenommen. Er bestand – 1938 in „Amtsbezirk Simken“ umbenannt – bis 1945 und gehörte zum Kreis Johannisburg im Regierungsbezirk Gumbinnen (ab 1905: Regierungsbezirk Allenstein) in der preußischen Provinz Ostpreußen.
Im Jahre 1910 waren in der Landgemeinde Adlig Rakowen 169 Einwohner gemeldet, 48 mehr als in der benachbarten Domäne Adlig Rakowen. Am 30. September 1928 schließlich gab der Gutsbezirk Adlig Rakowen seine Selbständigkeit auf und wurde in die Landgemeinde Adlig Rakowen einbezogen. Die Einwohnerzahl des vereinten Dorfes betrug 1933 insgesamt 359.
Am 3. Juni (amtlich bestätigt am 16. Juli) des Jahres 1938 änderte sich der Name Adlig Rakowens: das Dorf wurde aus politisch-ideologischen Gründen der Abwehr fremdländisch klingender Ortsbezeichnungen in „Raken (Ostpr.)“ umbenannt. Die Einwohnerzahl belief sich 1939 auf 316.
In Kriegsfolge kam 1945 das Dorf Raken (Ostpr.) mit seinem Ortsteil Raken (ehemals Domäne Adlig Rakowen) innerhalb des gesamten südlichen Ostpreußen zu Polen. Hier wurden beide Orte wieder getrennt: die einstige Landgemeinde Adlig Rakowen erhielt die polnische Namensform „Rakowo Piskie“, die einstige Domäne „Rakowo“.
Heute ist Rakowo Piskie Sitz eines Schulzenamtes (polnisch Sołectwo), bis 1998 der Woiwodschaft Suwałki, seither der Woiwodschaft Ermland-Masuren zugehörig. Im Jahre 2011 betrug die Einwohnerzahl Rakowo Piskies 301.

## Kirche
Adlig Rakowen (sowohl das Dorf als auch die Domäne) war bis 1945 in die evangelische Kirche Kumilsko (1938 bis 1945 Morgen, polnisch Kumielsk) in der Kirchenprovinz Ostpreußen der Kirche der Altpreußischen Union sowie in die römisch-katholische Kirche Johannisburg (polnisch Pisz) im Bistum Ermland eingepfarrt. Heute gehört Rakowo Piskie katholischerseits zur Pfarrei Kumielsk im Bistum Ełk der römisch-katholischen Kirche in Polen. Die evangelischen Einwohner halten sich zur Kirchengemeinde in Pisz in der Diözese Masuren der Evangelisch-Augsburgischen Kirche in Polen.

## Verkehr
Rakowo Piskie liegt an einer Nebenstraße, die bei Kocioł Duży von der Landesstraße 58 abzweigt und über das bereits zur Stadt- und Landgemeinde Biała Piska (deutsch Gehlenburg) gehörende Szymki (Symken, 1938 bis 1945 Simken) nach Liski (Lisken) führt. Eine Bahnanbindung besteht nicht.